# Caramoan-Nationalpark

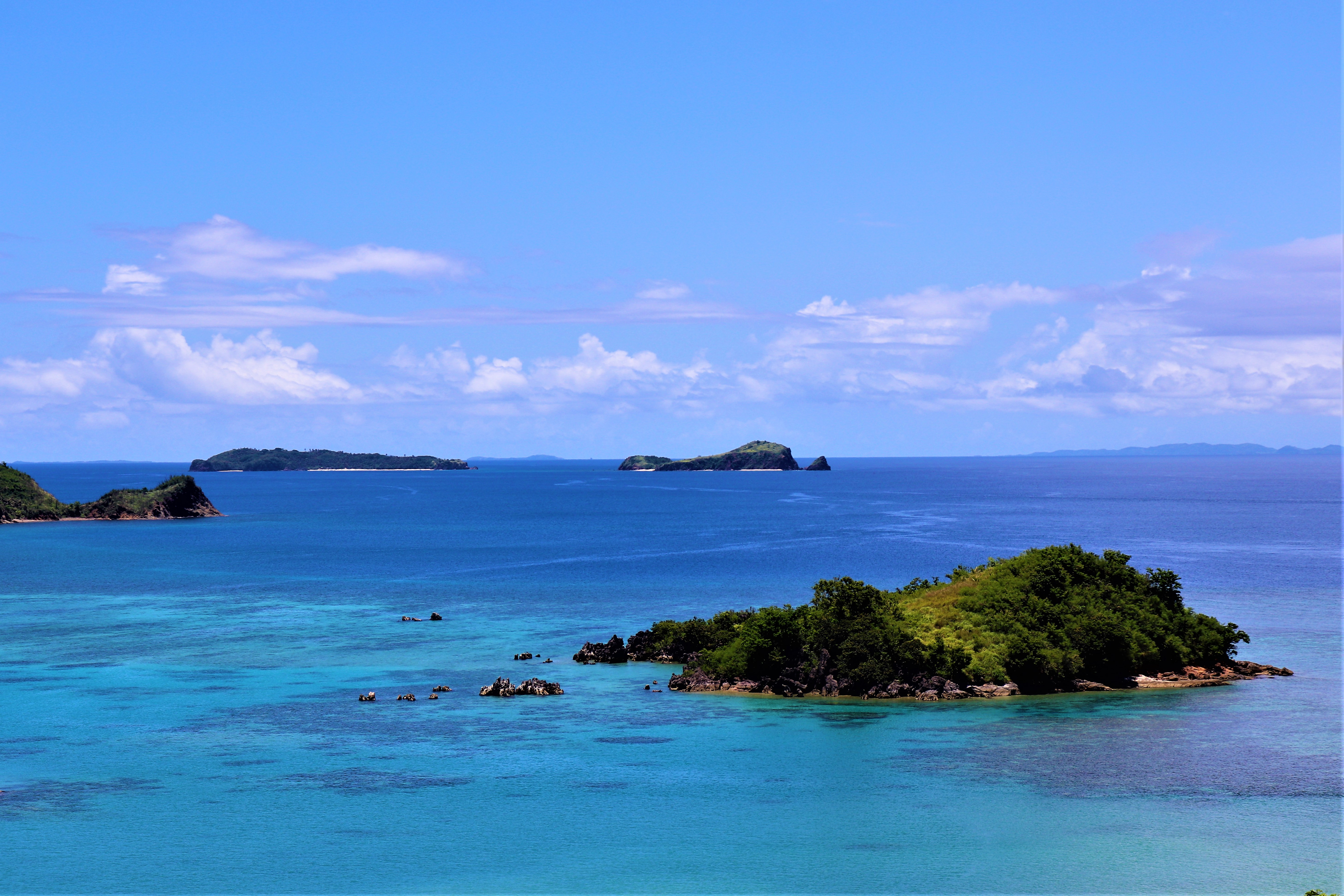
Caramoan National Park (2021)

Der Caramoan-Nationalpark liegt in der Provinz Camarines Sur auf der Insel Luzon auf den Philippinen. Er erstreckt sich über eine Fläche von 316 Hektar und wurde mit Inkrafttreten des Präsidentenerlasses 291 vom 20. Juli 1938 auf einer Fläche von 347 Hektar eingerichtet. Er steht im Anhang des NIPAS-Gesetzes von 1992 als geschützter Naturpark und soll auf eine Größe von 4.091 Hektar erweitert werden.
Er liegt an der Nordküste der Caramoan-Halbinsel auf dem Gebiet der Gemeinde Caramoan und ist ein kombiniertes Land- und Meeresschutzgebiet. Er hat einige bemerkenswerte landschaftliche Eigenschaften wie weiße Sandstrände, Höhlen, einen unterirdischen Fluss und einen See auf einer der Küste vorgelagerten Insel. Die Einheimischen haben Wanderwege für die Besucher angelegt. Er ist ein beliebtes Ausflugsziel für Touristen und für die einheimische Bevölkerung.
Die Kernzone des Nationalparks bildet die Küstenregion, an die sich verkarstete Höhenzüge anschließen, die dem Beobachter einen surrealen Anblick bieten. Diese erreichen eine Höhe von 220 Meter über dem Meeresspiegel. Die abwechslungsreiche Naturkulisse bietet einen Lebensraum für den endemischen, fast zwei Meter langen Grays Waran (Varanus olivaceus). Weitere Reptilien, die dort vorkommen, sind verschiedene Skinke wie Brachymeles samarensis, Dasia grisea, Lipinia pulchellum, Brachymeles boulengeri, Otosaurus cumingi und der nach Fedor Jagor benannte Sphenomorphus jagori. Es wurden Sichtungen des endemischen Frosches Platymantis corrugatus gemeldet. Beobachtungen des Dugong (Dugong dugon) stammen aus dem Jahr 1997.
Von der Avifauna ist wenig bekannt; es wurde nur der Luzon-Spatelschwanzpapagei (Prioniturus luconensis) aus dem Nationalpark gemeldet.